# Kristianopel
För andra betydelser, se Kristianopel (olika betydelser).

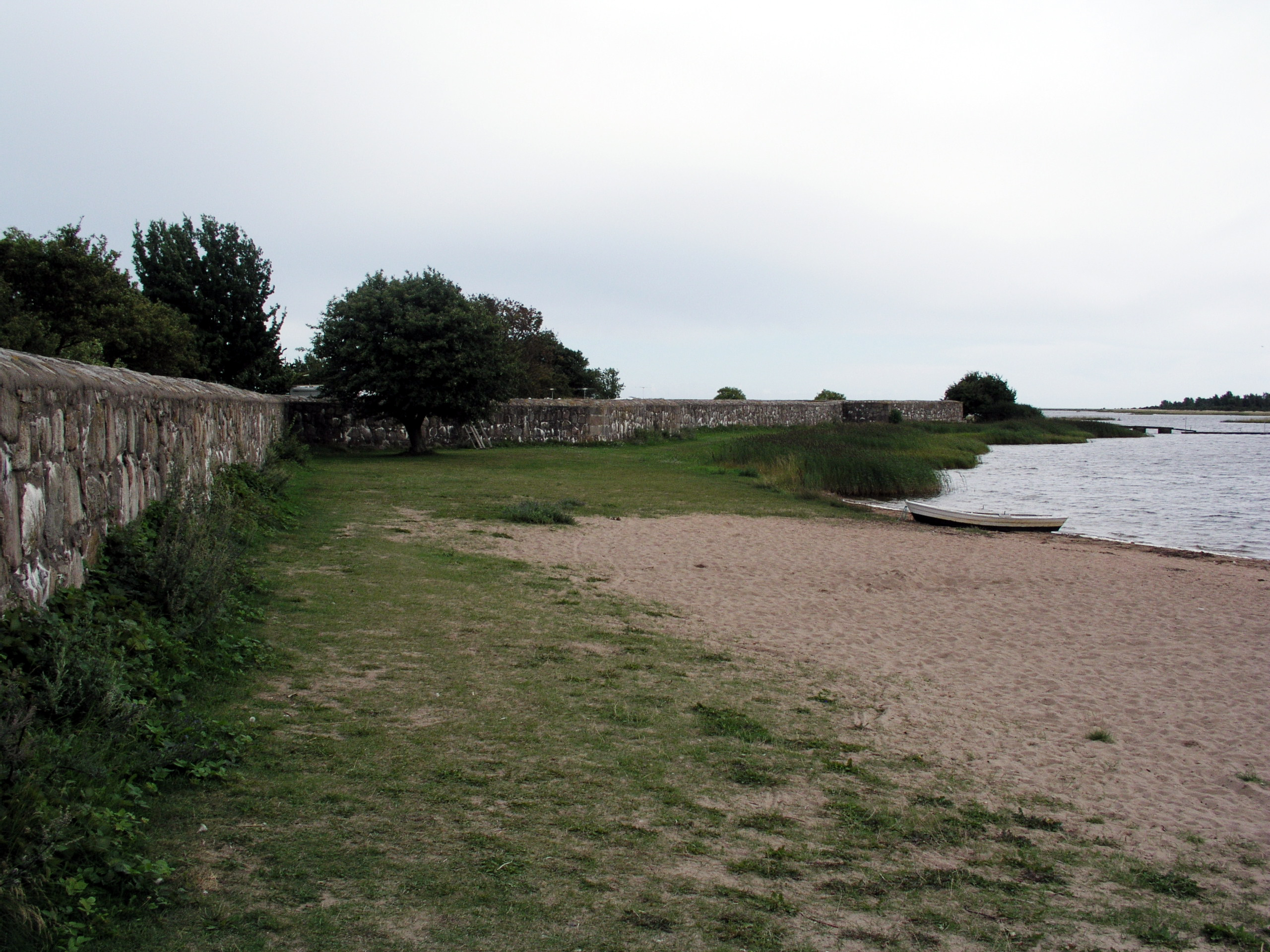
Den 3 km långa stadsmuren

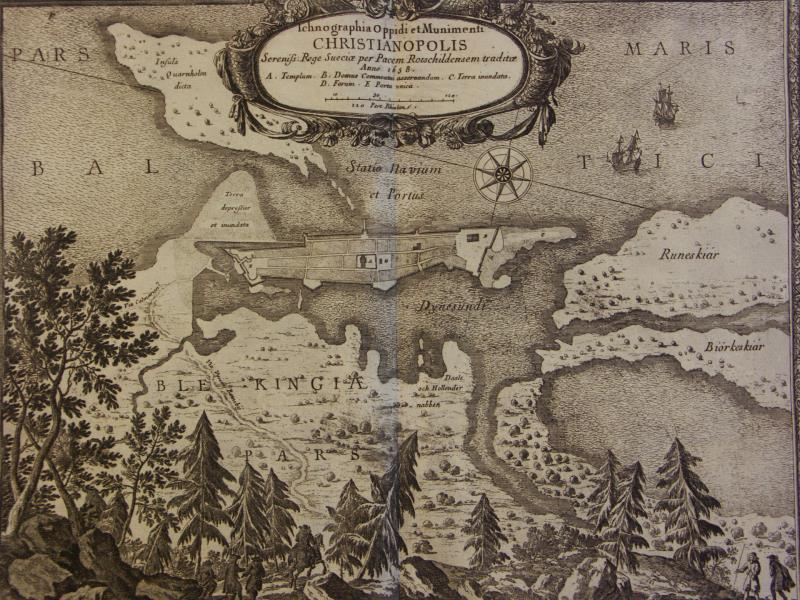
Christianopolis

Kristianopel är en småort i Kristianopels socken i Karlskrona kommun i Blekinge län. Kristianopel ligger på en sandig kustslätt längs östersjökusten.
Under 1600-talet var Kristianopel stad. Kristianopel hade en stadsplan utformad efter moderna principer och var Nordens första renässansstad. Från denna tid är den tre kilometer långa stadsmuren med bastioner, uppförd 1603–1606 efter italienska förebilder. Den är bäst bibehållen på södra och västra sidan. Vidare finns det så kallade norra bålverket, på vilket nu står en väderkvarn.

## Historik
På platsen har man gjort flintfynd som indikerar att där har tidigare funnits stenåldersboplatser.
Staden Kristianopel (danska: Christianopel) anlades 1599 på order av Kristian IV av Danmark på ön Korsaskär i närheten av den forna staden Avaskär. År 1601 blev staden residensstad för Kristianopels län.
Danmark anlade under den här tiden en rad gränsbefästningar för att skydda sig emot de svenska stormaktsambitionerna: Akershus, Bohus, Varberg, Halmstads stadsbefästning, Lagaholm, Christianstad och Christianopel.
Under Kalmarkriget överrumplade den 25 juni 1611 kronprins Gustav Adolf med en mindre styrka Kristianopel och tog eller förstörde danskarnas där samlade förråd. Staden lades i aska och kyrkan revs. Den nya kyrkan Heliga Trefaldighetskyrkan byggdes 1618–1624. 
Stadsprivilegierna från Avaskär och den närliggande staden Lyckå fördes över och Kristianopel fick stadsprivilegier 1622. År 1637 befästes staden av danskarna. År 1645 undertecknades i Kristianopel ett fördrag mellan Danmark-Norge och Sveriges allierade Nederländerna, vilket innebar avsevärt lägre tullar för nederländsk trafik genom Öresund.
Kristianopel fick åter stadsprivilegier 1648. Stadens betydelse som gränsbefästning minskade efter det att Blekinge efter freden i Roskilde blivit svenskt 1658. Efter 1658 iståndsattes dess befästningar. År 1663 bestämdes att de genast skulle rivas, men 1670 och 1672 reparerades de och 1673 beslöts att Kristianopel skulle "konserveras".
År 1676 fördes emellertid bestyckningen till Karlshamn. Den 25 september samma år besattes det av svenskarna övergivna Kristianopel av en från danska flottan landsatt styrka under överstelöjtnant Barthold Velentin von Lützow, som började iståndsätta de halvt raserade fästningsverken och gjorde Kristianopel till en av snapphanarnas förnämsta stödjepunkter. Mellan 11 och 22 februari 1677 belägrades staden av svenskarna och den 22 februari nödgades Lützow dagtinga, fästningsverken raserades och borgarna befalldes flytta till andra orter. Befästningen ansågs farlig för Sverige och 1678 utfärdades befallning att intet enda hus skulle få kvarstå. Befolkningen flyttades till Ronneby, Växjö och Karlshamn. År 1686 fick dock Kristianopel rättigheter som lydköping under Karlskrona stad.
År 1890 hade Kristianopel 137 invånare och 1932 102 invånare.
Kristianopel blev vid kommunreformen 1862 inte en egen köpingskommun. utan inkorporetades då i Kristianopels landskommun. Orten kom dock att fortsatt kallas köping och fick efterhand administrativa rättigheter likvärdiga med ett municipalsamhälle, men kallades municipalköping. Detta förhållande kvarstod till och med utgången av 1923. År 1924 inrättades i landskommunen Kristianopels municipalsamhälle, även om det är oklart om stadsstadgarna tillämpades. Statistiska centralbyråns folkräkning år 1930 skriver att: Ehuru byggnadsstadgan och brandstadgan äro påbjudna för Kristianopels köping, lära dessa i verkligheten icke tillämpas inom samhället. I folkräkningen kallas Kristianopel heller inte för municipalsamhälle, utan benämns Kristianopels köping. Kristianopels särskiljande status försvann den 1 januari 1952 (enligt beslut den 14 december 1951) då orten inte längre räknades som köping. Samtidigt gick orten tillsammans med landskommunen upp i Jämjö landskommun. Denna i sin tur uppgick i Karlskrona kommun 1974.
Den 30 april 1981 inträffade en olycka före en konsert med Gyllene Tider på festplatsen Masten i Kristianopel. Tre personer trampades ned och omkom när en stor mängd människor samtidigt försökte ta sig in till konserten. En orsak till olyckan sägs vara att det var ovanligt kallt och de flesta besökare väntade till absolut sista stund innan de tog sig till spelningen.
I oktober 2015 beslutade Karlskrona kommun att ett evakueringsboende för asylsökande med plats för 80 personer skulle öppna på Kristianopels campingplats.

## Bildgalleri

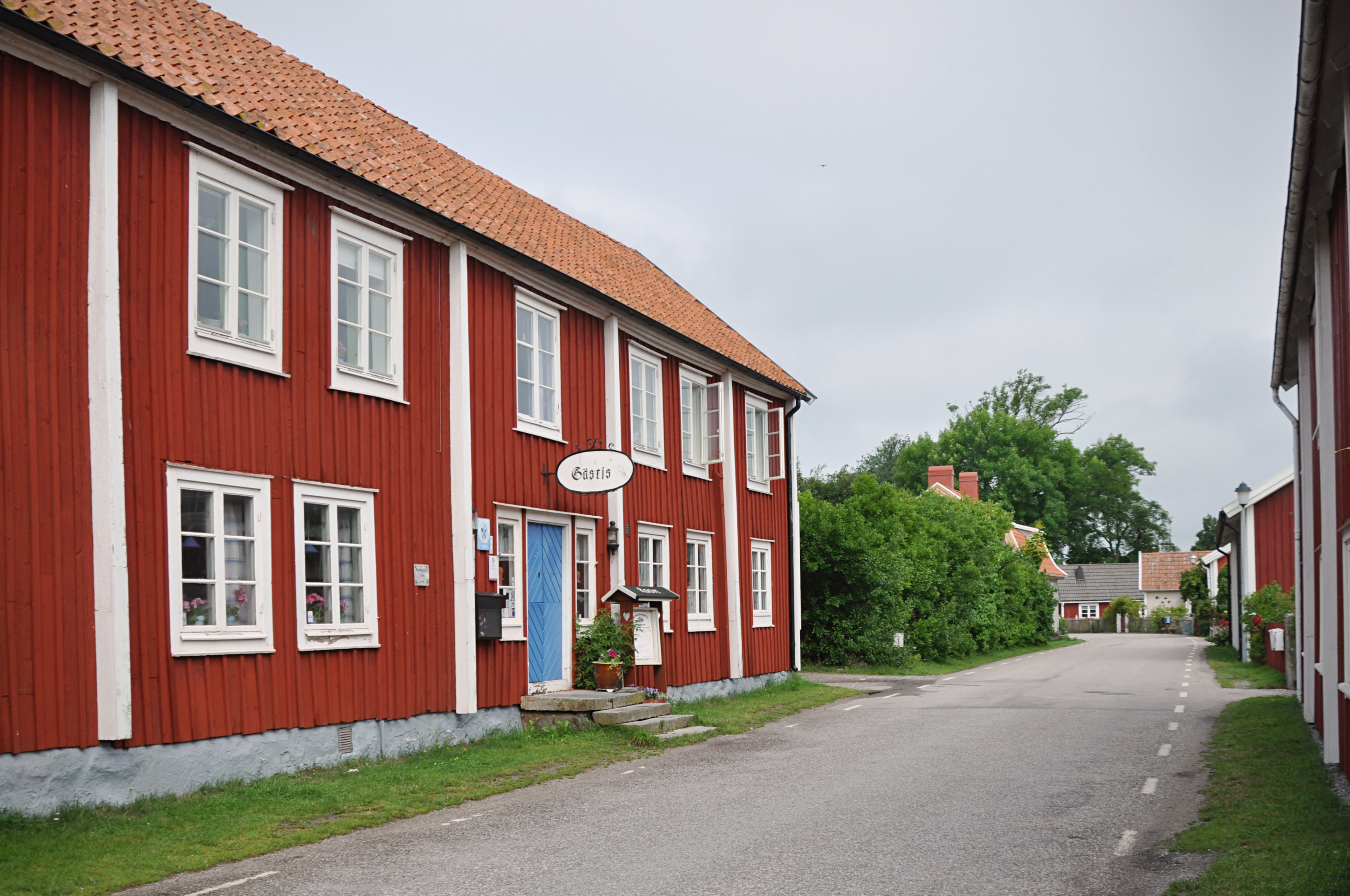
Gatuvy med Gästgifveriet till vänster
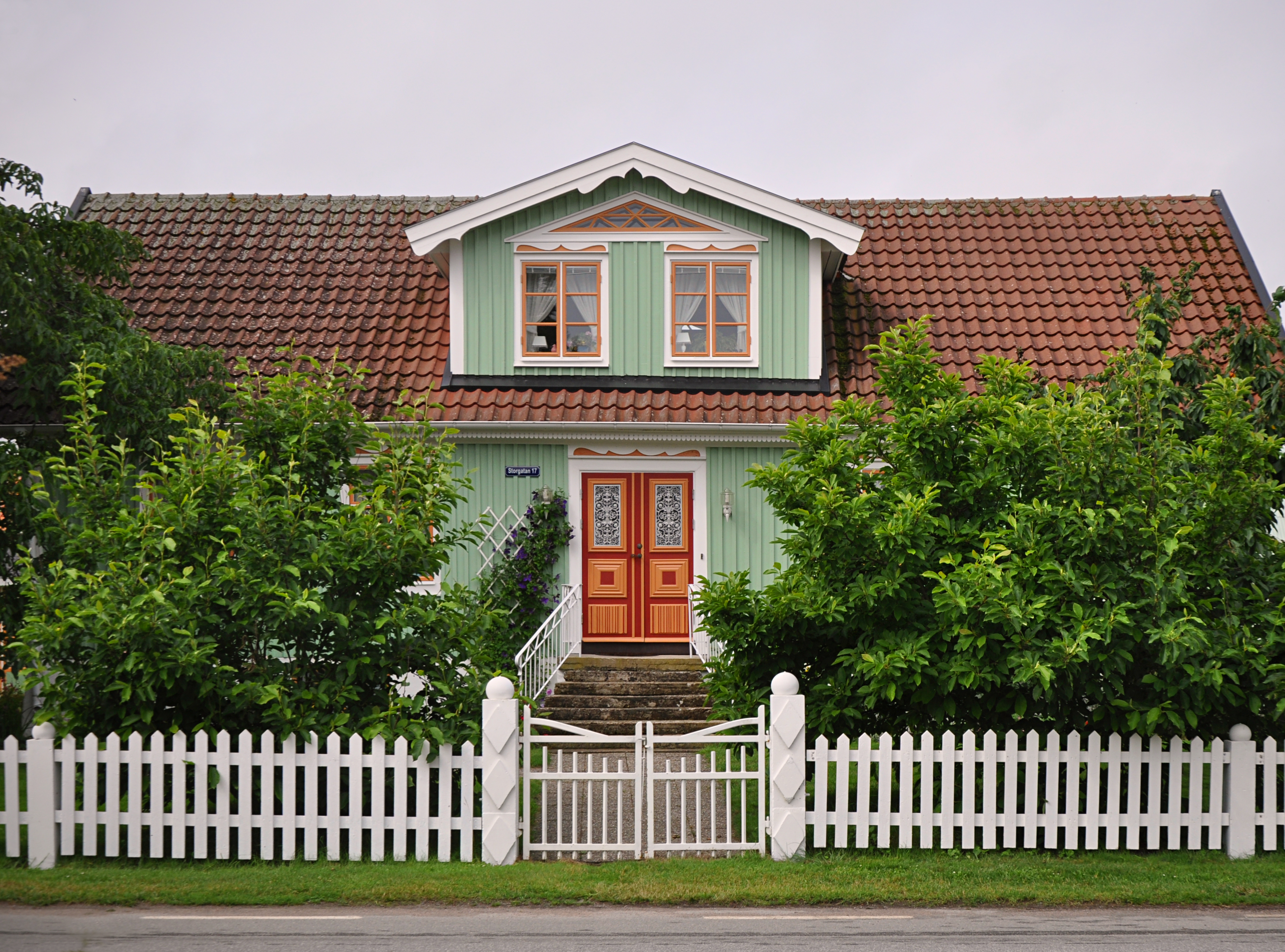
Ett av alla trähusen i Kristianopel
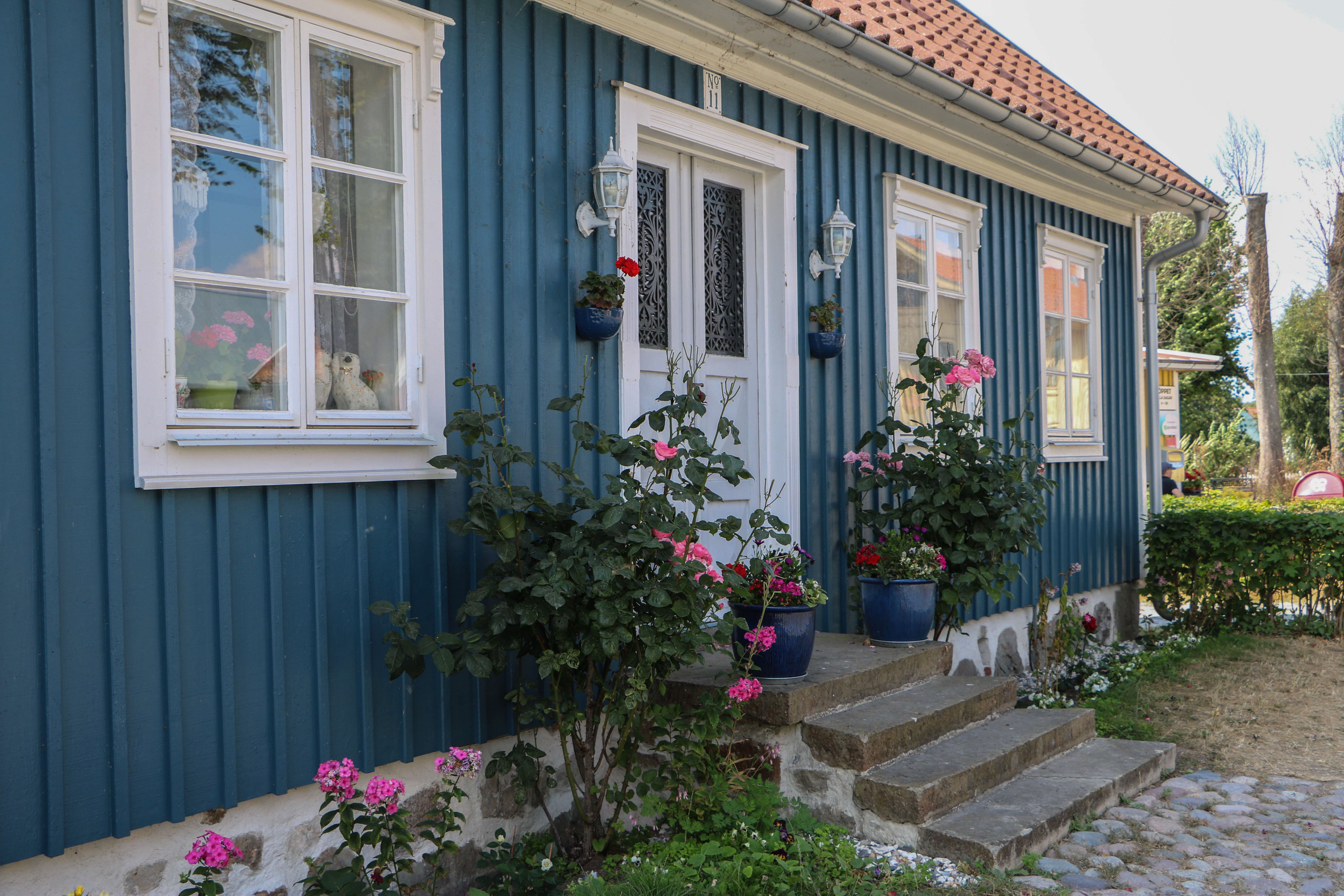
Gatubild
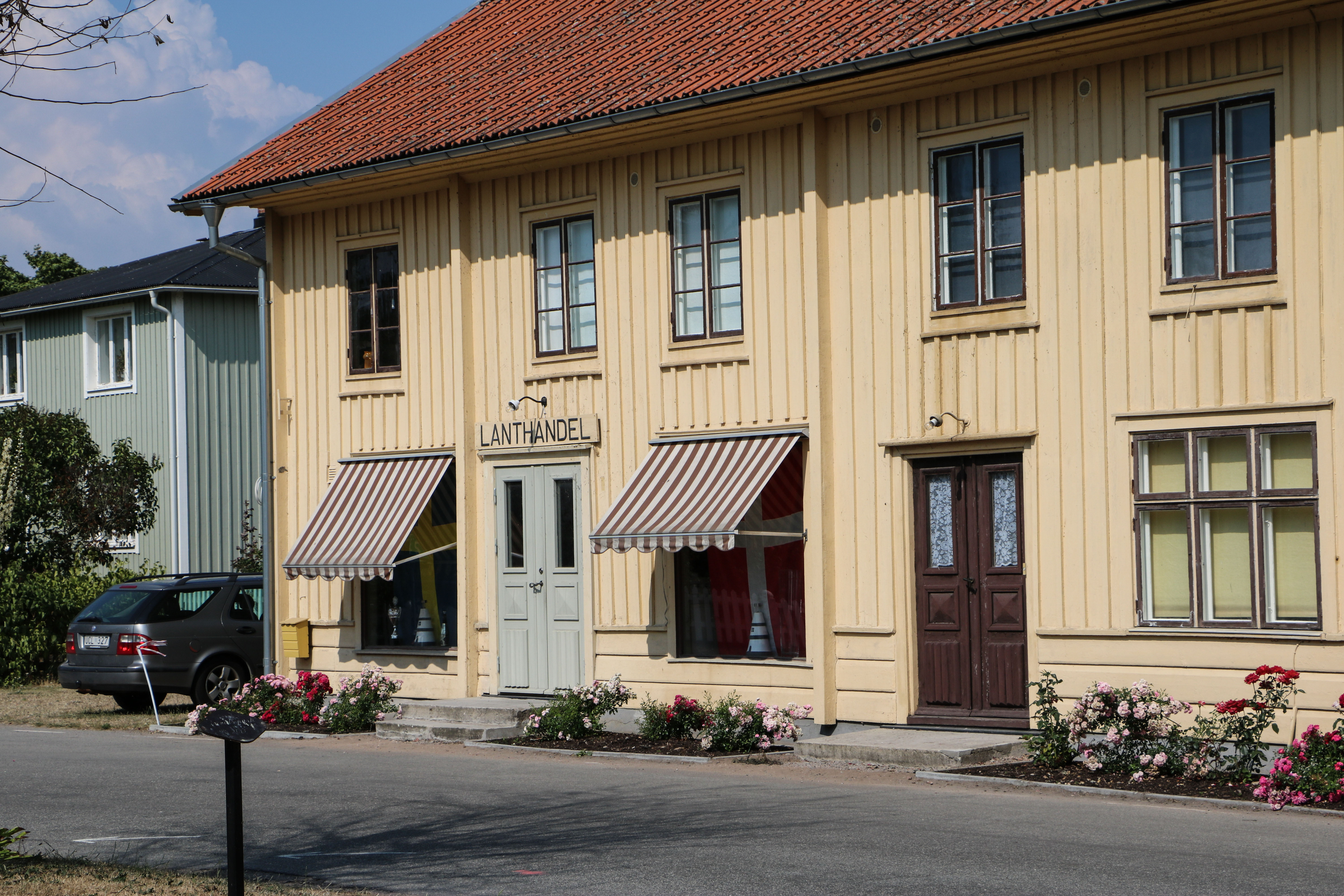
Lanthandel
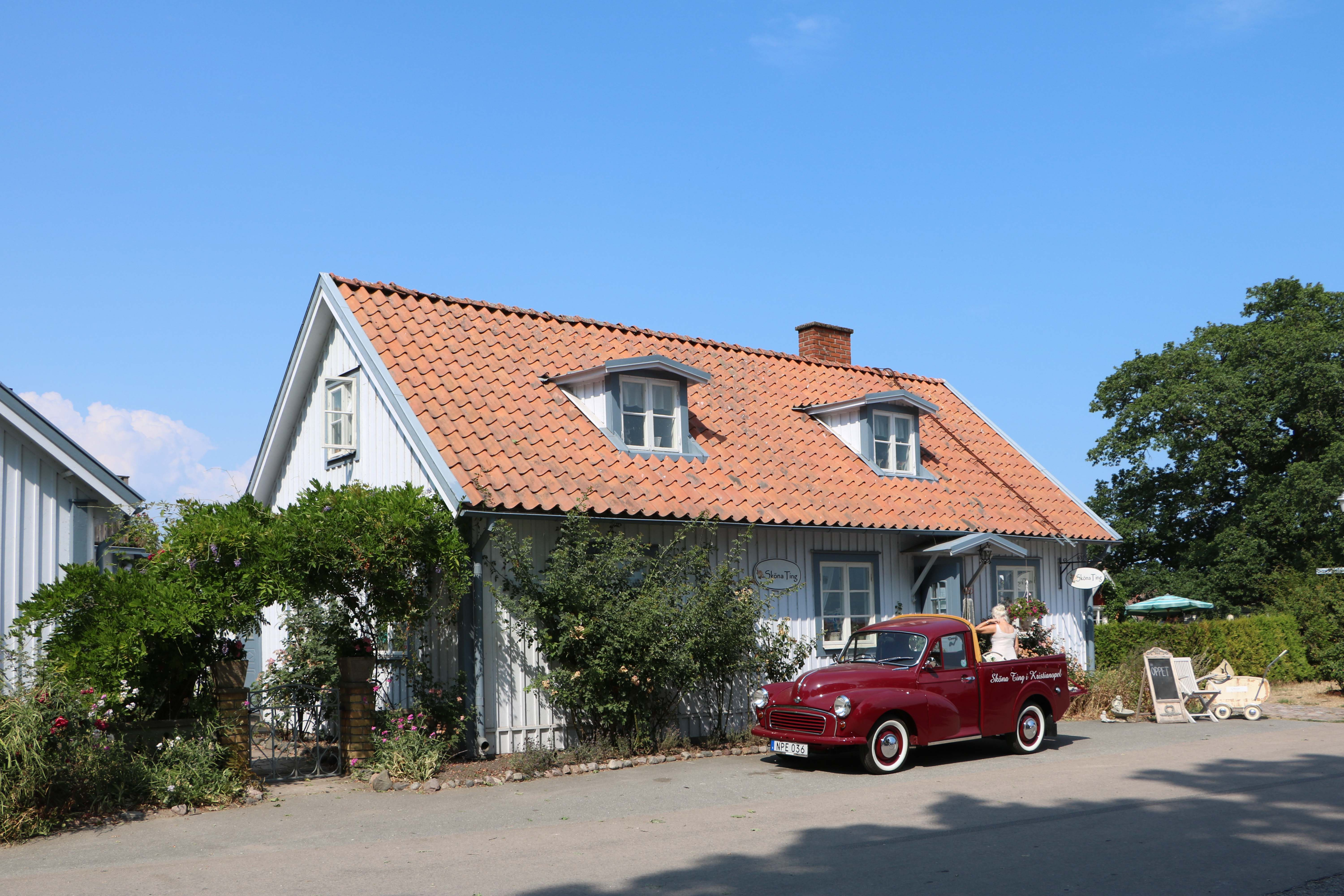
Boden Sköna Ting vid hamnen